# Aron Orrmell
Ernst Aron Isidor Orrmell, ursprungligen Johansson, född 11 februari 1891 i Värsås socken, död 4 december 1990 i Danderyds församling, var en svensk uppfinnare, ingenjör och företagsledare.
Aron Orrmell var son till godsägaren Frans August Johansson. Efter studier vid Skövde realskola blev han 1908–1914 elev vid Chalmers tekniska läroanstalt och utexaminerades från fackavdelningen för kemisk teknologi där. Orrmell arbetade 1914–1917 som kemist vid Korsnäs sågverks AB:s cellulosafabriker i Gävle, var 1917–1921 teknisk chef och platschef vid Skogels kol AB:s anläggningar i Kilafors, Gävle och Ornäs samt 1921–1926 överingenjörn vid AB Iggesunds Bruk cellulosafabriker och träsliperi i Njutånger. Han var teknisk chef och överingenjör vid Kramfors AB 1926–1938, vice VD där 1938–1940 och 1940–1951 VD och styrelseledamot för bolaget. Därtill var Orrmell ledamot av styrelsen för Ängermanälfvens stufveri AB 1933–1951, ledamot av styrelsen för Hamreforsens AB (från 1942 Hjälta AB) 1939–1951 och 1951–1959 VD där, ledamot av styrelsen för Harrsele kraft AB (från 1953 Pengfors AB) och VD där 1951–1959, VD för Harssele AB 1953–1959, VD för Harrsele Linje AB 1955–1959, VD för Bjurfors AB 1955–1959 och styrelseledamot där 1960–1966, VD för Trångfors AB 1958–1959, ledamot av styrelsen för AB Defibrator 1954–1960, ledamot av styrelsen för Stockholms rederi AB Svea 1955–1967, ledamot av styrelsen för AB Finnboda Varf 1957–1970 och även ledamot av styrelsen i ett flertal andra bolag och föreningar som Ångermanälvens flottningsförening, Svensk trävaruexportförening och Svensk trämasseförening. Han är begravd på Djursholms begravningsplats.